# Marek Kordos
Marek Tomasz Kordos (ur. 7 marca 1940) – polski matematyk, doktor habilitowany, geometra i historyk matematyki oraz jej popularyzator. 

## Życiorys
Założyciel i wieloletni redaktor naczelny miesięcznika Delta, autor wielu książek, współzałożyciel Ośrodka Kultury Matematycznej oraz Stowarzyszenia na rzecz Edukacji Matematycznej. Zatrudniony na stanowisku profesora nadzwyczajnego aż do emerytury pracował jako wykładowca akademicki na Wydziale Matematyki, Informatyki i Mechaniki Uniwersytetu Warszawskiego. Specjalizuje się w geometrii i historii matematyki. Doktorat i habilitację uzyskał za prace z geometrii rzutowo-metrycznych.

### Popularyzacja matematyki i nauk przyrodniczych
W 1974 stworzył miesięcznik Delta i był jego redaktorem naczelnym do 2018 roku. Od początku w Delcie ukazywał się (początkowo nieregularnie, ale od 1975 roku w każdym numerze) kącik dla dzieci o nazwie „mała delta”. W 1981 roku Mała Delta zaczęła ukazywać się jako osobne czasopismo, zmieniając w 1983 roku nazwę na Szkiełko i oko, które ukazywało się do 1991 roku (łącznie ukazało się 100 numerów).
W 1987 był inicjatorem powstania Ośrodka Kultury Matematycznej w Mordach. Był też przez wiele lat redaktorem czasopisma „Matematyka-Społeczeństwo-Nauczanie” wydawanego przez Uniwersytet Przyrodniczo-Humanistyczny w Siedlcach i publikującego referaty prezentowane na Szkołach Matematyki Poglądowej.

### Działalność społeczna i polityczna
W połowie lat 50. był aktywnym harcerzem Hufca Walterowskiego. Po powstaniu w listopadzie 1962 roku Politycznego Klubu Dyskusyjnego na Uniwersytecie Warszawskim (z inicjatywy Komitetu Uczelnianego ZMS) należał do aktywnych członków tego klubu.

## Wybrane publikacje
W jego dorobku publikacyjnym znajdują się m.in.: 
- Marek Kordos, Lesław Włodzimierz Szczerba: Geometria dla nauczycieli. Warszawa: PWN, 1976. Brak numerów stron w książce
- Praca zbiorowa: Czy umiecie się dziwić. Warszawa: WSiP, 1978. Brak numerów stron w książce Marek Kordos był inicjatorem wydania książki i współautorem, książka przedstawiała treści prezentowane w „Małej Delcie”.
- Marek Kordos, Ludomir Włodarski: O geometrii dla postronnych. Warszawa: PWN, 1981, seria: Biblioteka Problemów. ISBN 83-01-02788-6. Brak numerów stron w książce
- Praca zbiorowa: Zobaczcie inaczej, matematyka, fizyka i astronomia porządkują świat. Warszawa: Alfa, 1986. Brak numerów stron w książce Marek Kordos był inicjatorem wydania książki i współautorem.
- Marek Kordos: O różnych geometriach. Warszawa: Alfa, 1987, seria: Delta przedstawia. ISBN 83-7001-087-3. Brak numerów stron w książce
- Marek Kordos: Wykłady z historii matematyki. Warszawa: WSiP, 1994. ISBN 83-02-05591-3. Brak numerów stron w książce książka była kilka razy wznawiana, np. przez wydawnictwo Script (Warszawa): 2005 ISBN 83-89716-04-6; 2006 ISBN 83-89716-09-7; 2010 ISBN 978-83-89716-18-7.
- Marek Kordos: Streifzüge durch die Mathematikgeschichte. Stuttgart: Ernst Klett Verlag, 1999. ISBN 3127201109.
- Zofia Muzyczka, Marek Kordos: Słownik szkolny – Matematyka. Warszawa: WSiP. ISBN 83-02-06162-X. Brak numerów stron w książce
- Marek Kordos: Zobaczyć to czego nie widać czyli kultura matematyczna w praktyce. Kraków: Aksjomat Piotr Nodzyński, 2009. ISBN 978-83-60689-20-2. Brak numerów stron w książce
- Marek Kordos: O Matematyku, rycerzu Gwiazdy Pitagorejskiej, czyli.... Kraków: Omega, 2012. ISBN 978-83-7267-543-9. Brak numerów stron w książce
- Marek Kordos: Wykłady: Historia matematyki[12].

Jest też autorem hasła Geometria euklidesowa w Encyklopedii PWN.

## Odznaczenia i nagrody
- 1996: Nagroda im. Profesora Hugona Steinhausa[14]
- 2005: Krzyż Kawalerski Orderu Odrodzenia Polski, „za wybitne zasługi w pracy naukowej, dydaktycznej i organizacyjnej”[15]
- 2014: Medal „Za zasługi dla siedleckiej uczelni”, za zasługi dla Uniwersytetu Przyrodniczo-Humanistycznego w Siedlcach[16]